# Эволюция всего
Эволюция всего (англ. The Evolution of Everything: How Ideas Emerge) — научно-популярная книга Мэтта Ридли, изданная в 2015 году на английском языке в издательстве HarperCollins, посвящена вопросам социологии.
На русский язык была переведена и издана в 2021 году.

## Содержание
Автор книги британский журналист и бизнесмен Мэтт Ридли, получившей образование в Магдален Колледже в Оксфорде. Книга написана с точкой зрения правых либертарианских взглядов, и посвящена изучению эволюционных процессов в человеческом социуме.
Согласно мнению автора, человеческое общество эволюционирует. Изменения в технологии, языке, морали и обществе происходят постепенно, неумолимо, постепенно и спонтанно. Они происходят по определённой схеме, переходя от одного этапа к другому, и в основном методом проб и ошибок — что является одним из вариантов естественного отбора. Большая часть человеческого мира является результатом человеческих действий, но не человеческого замысла: она возникает в результате взаимодействия миллионов людей, а не по планам немногих.
Опираясь на факты из науки, экономики, истории, политики и философии, Мэтт Ридли пытается поставить под сомнения общепринятые представления о том, что великие события и тенденции нашего времени диктуются свыше. Напротив, согласно его точке зрения, самые важные достижения человечества развиваются снизу вверх. Промышленная революция, мобильные телефоны, подъём Азии и Интернет не были запланированы, однако они произошли. Языки возникли и развивались путем естественного отбора, как и общее право.
Пытки, расизм, рабство и педофилия — все это когда-то считалось приемлемым — теперь рассматривается как аморальное явление, несмотря на упадок религии в последние десятилетия. В этой широкомасштабной, эрудированной книге Ридли доказывает, что эволюция, а не замысел, является той силой, которая сформировала большую часть нашей культуры, наших технологий, нашего разума, и которая формирует наше будущее.
Мэтт Ридли начинает книгу с поклона классическому римскому автору Лукрецию за его пространную поэму «De Rerum Natura» («О природе вещей»). Каждая глава книги начинается с цитаты из Лукреция, относящейся к содержанию главы. Темы глав разнообразны; например: Эволюция Вселенной (глава 1), Эволюция религии (глава 14), Эволюция Интернета (глава 16) и почти все, что находится между перечисленными темами. В целом книга является введением в научную и интеллектуальную историю целого ряда дисциплин. Следовательно, некоторые главы существенно превосходят другие и по объёму и по качеству аналитического материала.
Главы книги, посвященные физическим наукам, выделяются на общем фоне. Они включают эволюцию Вселенной (глава 1), жизни (глава 3), генов (глава 4), технологий (глава 7) и разума (глава 8). Они содержательны и информативны. Однако очевидно, что автор смешивает слова «эволюция» с развитием и/или историей. Изменение не является синонимом научного или дарвиновского значения эволюции (которое Ридли использует в некоторых частях издания).
Некоторые главы книги посвящены деньгами и финансам. Однако экономические доводы автора неровные; у него отличная интуиция, но все же его знания экономики имеют некоторые серьёзные недостатки в основополагающей литературе по эволюционной экономике. Ридли говорит об эволюции различных экономических дисциплин, но при этом игнорирует интеллектуальные основы эволюционной теории в экономике; в результате возникает интеллектуальный диссонанс.
Ридли также несколько бессистемен в своем владении современной литературой. В главе 15, посвященной деньгам, он подробно рассматривает недавний финансовый крах, но, похоже, не знает о работе Calomiris и Haber (2014), которые объясняют Великую рецессию государственной политикой, повлиявшей на банковскую и ипотечную отрасли. Другие примеры игнорирования новейшей литературы приведены в главе 11 (население), где он критикует мальтузианскую теорию народонаселения и очерняет Мальтуса, не учитывая мальтузианскую интуицию, которая связывает увеличение плотности населения с увеличением бремени болезней (что увеличивает смертность и заболеваемость, а это снижает производительность). Мальтузианская интуиция — это компенсация добродетельного цикла, постулированного Адамом Смитом — что рост населения увеличивает размер рынка, который увеличивает специализацию, что, в свою очередь, приводит к росту производительности, ограничен [абсолютным] размером рынка.